# Пиндоба

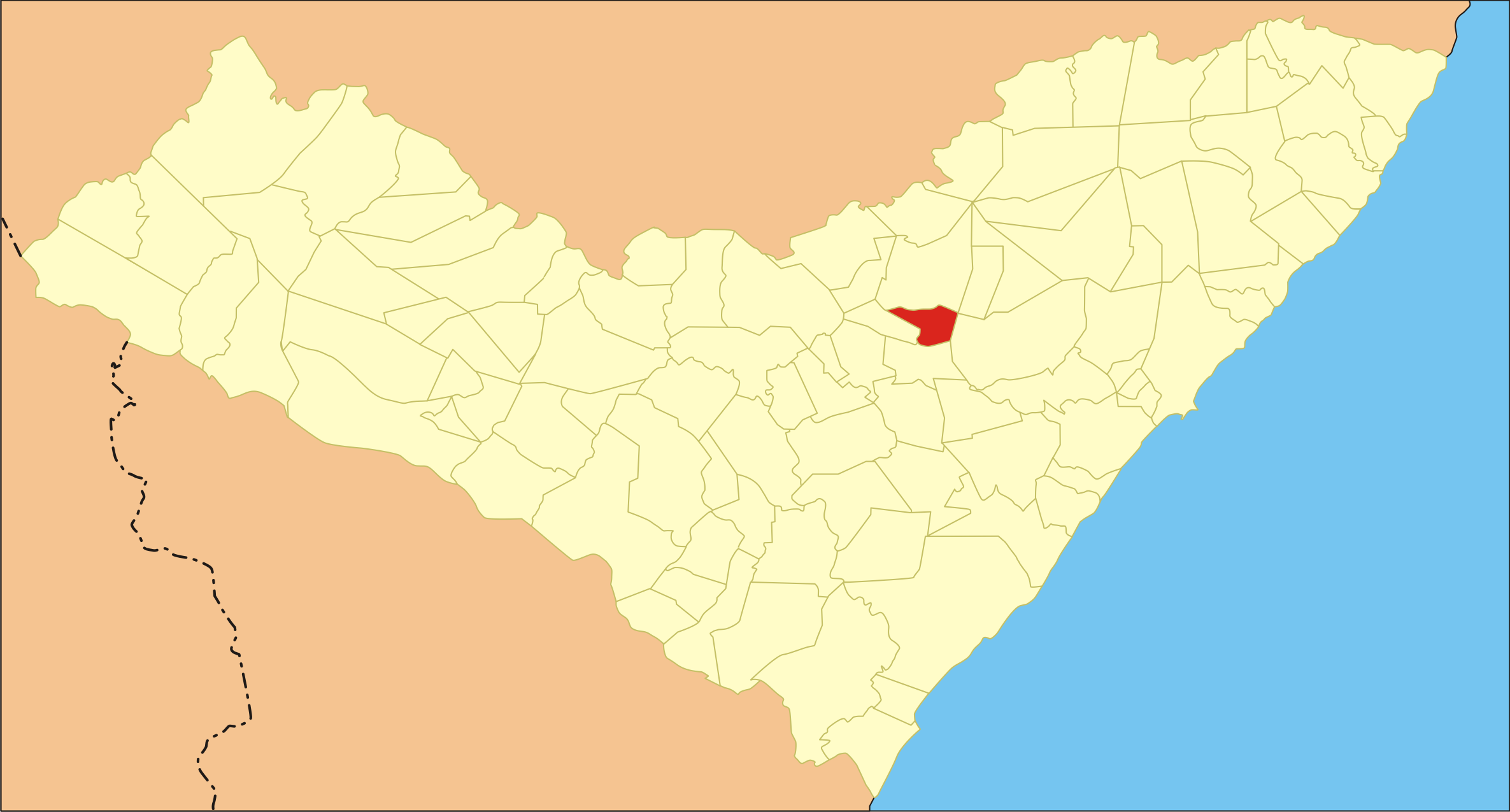
Местоположение Пиндобы на карте

Пиндоба (порт. Pindoba) — муниципалитет в Бразилии, входит в штат Алагоас. Составная часть мезорегиона Восток штата Алагоас. . Входит в экономико-статистический микрорегион Серрана-дус-Киломбус.
Праздник города — 10 октября.